# Marta Gęga
Marta Gęga, née le 16 avril 1986 à Bielawa, est une handballeuse internationale polonaise qui évolue au poste d'arrière gauche.

## Biographie
En 2009, elle rejoint le club français du Havre.
En 2011, non conservée par Fleury Loiret, elle signe avec Cergy-Pontoise, relégué en 2e division. Après deux années à Cergy, dont la première marquée par une grave blessure, elle quitte la France pour retourner en Pologne et rejoint le MKS Lublin.

## Palmarès

### Club
compétitions internationales
- vainqueur de la Coupe Challenge (C4) en 2018 (avec MKS Lublin)

compétitions nationales
- vainqueur du Championnat de Pologne en 2014, 2015, 2016, 2018 et 2019 (avec MKS Lublin)
- vainqueur du Coupe de Pologne en 2018
- finaliste de la Coupe de France en 2010 (avec Le Havre AC)

### Sélection nationale
Championnats d'Europe
- 11e du Championnat d'Europe 2014
- 15e du Championnat d'Europe 2016
- 14e du Championnat d'Europe 2020
- 15e du Championnat du monde 2021

### Distinctions individuelles
- Meilleure marqueuse du Championnat de Pologne en 2007/2008 avec 240 buts marqués